# 李琦涛
李琦涛（1920年—1996年5月17日），上海人，中华人民共和国教育家。
早年参加抗日战争，后担任中共上海学委委员兼中学委书记。1948年任中共上海市委驻华中工作委员会委员。中华人民共和国成立后，历任上海市团市委第一副书记、中华人民共和国对外文化联络委员会副主任、中华人民共和国教育部副部长。1996年去世。